# Jean Fanneau de la Horie
Pour les articles homonymes, voir La Horie.
Jean Fanneau de la Horie est un militaire français né en 1904 et mort en 1944.

## Biographie
Né le 31 janvier 1904 à Lunéville, Jean Fanneau de la Horie est élève à l'École de cavalerie de Saumur aux côtés de Philippe Leclerc de Hauteclocque.
Au début de la Seconde Guerre mondiale, il est affecté à l'état-major de la 2e division légère mécanique et effectue une mission en Finlande.
Il rejoint la 2e division blindée en formation à Témara et participe à de nombreux combats. Il capture le général von Choltitz, commandant du Gross Paris, à l'hôtel Meurice.
Après la prise de Baccarat, il est envoyé en reconnaissance le 17 novembre à Badonviller.
Il charge avec le Royal Cambouis (501e régiment de chars de combat) et occupe la ville.
Le 18 novembre 1944 , il est tué d’un obus de 155.
Jean Fanneau de la Horie est nommé officier de la Légion d'Honneur à titre posthume.
La base aérienne de Phalsbourg-Bourscheid a été nommée quartier La Horie en son honneur.